# Andreas Birch
Andreas Birch (født 6. november 1758 i København, død 25. oktober 1829) var den første biskop over Lolland-Falsters Stift og senere Aarhus Stift. Han var søn af mineralog Andreas Birch, bror til Christian Birch og far til Frederik Sneedorff Birch.

## Ungdom og rejser
Han havde den tunge skæbne i en alder af 4 År i én måned at miste begge sine forældre. Hans morbror, bryggeren A.T. Gardenholtz, tog sig imidlertid af ham, og i året 1774 blev han student. Da han 5 år senere havde taget teologisk attestats, rejste han til Göttingen for at fortsætte sine teologiske og filologiske studier under Johann David Michaelis' og Christian Gottlob Heynes vejledning. Michaelis, der havde store tanker om hans videnskabelige evner, rådede ham til at rejse til Italien for at undersøge "de skjulte og hidtil ubrugte Haandskrifter af det nye Testament". Ved gehejmeråd Ove Høegh-Guldbergs hjælp lykkedes det Birch at skaffe midlerne til denne plans udførelse, og i året 1781 forlod han Göttingen for gennem Schweiz og Sydfrankrig at drage til Italien. Rejsen gik over Turin, Genua og Livorno til Rom og der fra videre til Neapel. I Rom fandt han en uvurderlig støtte i monsignor Stefano Borgia, sekretæren for det pavelige kollegium de propaganda fide, som efter hans eget sigende gav ham "mange Bevis på sit Venskab". Inden han forlod Rom, blev han forestillet for Pave Pius VI, og den unge danske lærde efterlod i kirkestatens hovedstad ikke så få venner, der vel nærmest hørte til den kreds af romerske katolikker, som syslede med arkæologiske og patriotiske studier. Vejen hjem gik over Florents, Bologna, Parma, Venedig, Wien, Prag, Dresden og Leipzig til Göttingen og der fra til København. Overalt nyttede Birch sin tid vel på bogsamlingerne, hvor han opsøgte og kollationerede gamle håndskrifter af det nye testamente og de apokryfe evangelier; og alle vegne trådte han i forbindelse med dem, der syslede med de studier, som var ham så kære.

## Ny udgave af Det nye Testamente
Efter hans hjemkomsten i 1783 befalede kongen ham, på Guldbergs indstilling, at besørge en udgave af det nye testamentes grundtekst, som skulle trykkes på kongelig bekostning; det var en af Guldbergs sidste handlinger som minister. Denne udgave skulle være en pragtudgave med et rigt kritisk apparat, som kunne vise den lærde verden, at Danmark heller ikke ville stå tilbage, når det gjaldt studiet af de kristnes hellige bog. Det store kongelige bibliotek i København ejede den gang betydelige variantsamlinger til det nye testamente, som dels skyldtes generalsuperintendent J.G.C. Adler, der havde undersøgt den syrisk-jerusalemske oversættelse, dels daværende professor i København Daniel Gotthilf Moldenhawer, der havde gennemgået de nytestamentlige håndskrifter i slottet Escorial, og professor i Kiel C.G. Hensler, som havde sammenlignet de københavnske håndskrifter med den gængse tekst. Støttet på disse forarbejder og på sine egne samlinger fuldførte Birch udarbejdelsen af de 4 evangelier, der udkom 1788 som 1. del af den påtænkte pragtudgave, både i folio og i kvart. Som en slags indledning til dette værk havde han allerede 3 år tidligere givet en "kritisk Beskrivelse over græske Håndskrifter af det nye Testamente".
Birchs store udgave af evangelierne, for hvilken J. Mills tekstrecension var lagt til grund, vakte ikke ringe opsigt i den lærde verden , og mange mente, at den unge lærde måtte være selvskreven til en universitetsstilling i sit fædreland. Samme år, som Birch udsendte 1. bind af sin pragtudgave, blev der oprettet et overordentligt professorat i teologien, men ved den om denne lærerpost afholdte konkurrence sejrede Friedrich Christian Carl Hinrich Münter. Da begge konkurrenternes prøveforelæsninger forelå trykte, var Niels Ditlev Riegels, som sædvanligt, på færde, og i et eget skrift ("Tanker ved Gjennemlæsn. af Prøveforelæsn. for det overordentl. theol. Professorat", 1789) fremsatte han den insinuation, at Münter forud var udpeget til pladsen, og at den hele konkurrence kun var sat i scene for at forsvare, at "Universitetet atter var bleven beriget med en Tysker". En fordomsfri sammenligning af de to konkurrenters forelæsninger vil dog vist vise, at Riegels har haft afgjort uret.

## Videre karriere
Året efter konkurrencen blev Birch præst ved Waisenhuset i København, det følgende år fik han den teologiske doktorgrad for en afhandling om Qvirinius’ skatteudskrivning, og 1798 fik han titel af teologisk professor. Ved Københavns brand 1795 gik restoplaget af hans store værk til grunde, og dette uheld i forbindelse med andre omstændigheder bragte ham til helt at opgive tanken om fortsættelsen og til at ønske forflyttelse fra hovedstaden. Allerede 1796 blev dette ønske opfyldt, i det han blev udnævnt til domprovst i Roskilde, og der ægtede han 1797 Charlotte Marie Birch, en datter af hans broder, dr.theol. Carl Christian Laurentius Birch under sit ophold i Roskilde offentliggjorde Birch en del af sine samlinger til det nye testamentes tekstkritik, i det han i små oktavudgaver fremlagde varianterne til apostlenes gerninger, de nytestamentlige breve og Johannes' Åbenbaring. det materiale, som hans flid havde bragt til veje, kom derved senere gennem Joh. Jak. Griesbachs udgaver den bibelske tekstkritik til gode, og selv om Danmark gik glip af æren for en hel ny tekstudgave med et fuldstændigt kritisk apparat, har indledningsvidenskaben  dog ikke glemt, at danske videnskabsmænd "ere gaaede i Spidsen med Hensyn til nye Samlinger, der sigtede til at berige det textkritiske Apparat". Også for et andet lignende arbejde fra hans ophold i Roskilde står videnskaben i gæld til Birch. Der samlede han nemlig også et tillæg til Fabricius’ berømte udgave af de nytestamentlige apokryfer (1804)..

## Biskop
I året 1803 blev Birch udnævnt til biskop over Lolland-Falsters Stift, der ved en kongelig anordning af 30. december samme år var blevet udskilt fra Fyns Stift, og Kristi Himmelfartsdag 1804 blev han bispeviet i Frue Kirke af Nicolai Edinger Balle sammen med Nordal Brun og ikke mindre end 3 andre bisper. Allerede i 1805 blev han imidlertid kaldet til bispestolen i Århus, som han beklædte med stor nidkærhed i 24 år indtil sin død, 25. oktober 1829; i den sidste tid var han dog ved legemlig skrøbelighed hindret i at visitere i sit stift. 1817 var han bleven kommandør af Dannebrog. Hans enke døde 1839.